# جیجی لای
جیجی لای (انگلیسی: Gigi Lai; ۱ اکتبر ۱۹۷۱ – ) خواننده، و بازیگر اهل چین بود.
از فیلم‌ها یا برنامه‌های تلویزیونی که وی در آن نقش داشته است می‌توان به استاد کونگ فو اشاره کرد.
همچنین برندهٔ جوایزی همچون جایزه سالیانه تی‌وی‌بی شده است.